# Левково (Архангельська область)
Левково (рос. Левково) — присілок в Вельському районі Архангельської області Російської Федерації.
Населення становить 43 особи. Входить до складу муніципального утворення Попонаволоцьке муніципальне утворення.

## Історія
Від 1937 року належить до Архангельської області.
Від 2004 року належить до муніципального утворення Попонаволоцьке муніципальне утворення.

## Населення
| 2002 | 2010 | 2012 | 2014 |
| ---- | ---- | ---- | ---- |
| 69   | ↘39  | ↗43  | →43  |